# Nikolái Kruglov (biatleta, 1981)
Nikolái Nikoláyevich Kruglov –en ruso, Николай Николаевич Круглов– (Gorki, 8 de abril de 1981) es un deportista ruso que compitió en biatlón. Su padre Nikolái también fue un biatleta exitoso.
Participó en los Juegos Olímpicos de Turín 2006, obteniendo una medalla de plata en la prueba por relevos. Ganó seis medallas en el Campeonato Mundial de Biatlón entre los años 2005 y 2008.

## Palmarés internacional
| Juegos Olímpicos   | Juegos Olímpicos      | Juegos Olímpicos  | Juegos Olímpicos |
| Año                | Lugar                 | Medalla           | Prueba           |
| ------------------ | --------------------- | ----------------- | ---------------- |
| 2006               | Turín (Italia)        | Medalla de plata  | Relevos          |
| Campeonato Mundial |                       |                   |                  |
| Año                | Lugar                 | Medalla           | Prueba           |
| 2005               | Janty-Mansisk (Rusia) | Medalla de oro    | Relevo mixto     |
| 2005               | Hochfilzen (Austria)  | Medalla de plata  | Relevos          |
| 2006               | Pokljuka (Eslovenia)  | Medalla de oro    | Relevo mixto     |
| 2007               | Anterselva (Italia)   | Medalla de oro    | Relevos          |
| 2008               | Östersund (Suecia)    | Medalla de oro    | Relevos          |
| 2008               | Östersund (Suecia)    | Medalla de bronce | Relevo mixto     |